# アニー・リウ
アニー・リウ（劉心悠、1981年4月1日 - ）は台湾出身の女優および広告モデル。身長167cm。本名は劉凡平。

## 略歴
新北市永和区生まれ。小学生の時に両親についてカナダのバンクーバーに渡った。その後バンクーバーにあるEmily Carr Institute of Art and Designにおいて、製品設計を学ぶ。24歳の時学業を捨てエンターテインメント界をめざす。また香港へ進出するため苦労して広東語を覚えた。
2004年、4,000名の中から選ばれ中華航空（チャイナエアライン）のテレビコマーシャルへ出演。香港映画『姐御〜ANEGO〜』では、その演技力から2006年香港電影金像奨の新人俳優賞にノミネートされた。

## 出演

### 映画
- 姐御〜ANEGO〜（阿嫂、2005年）- フィービー 役
- BLACK NIGHT ブラックナイト「第一夜　隣人」（黒夜「鬼鄰」（2006年）- 怡珍 役
- 出エジプト記（出埃及記、2007年）- 張芳 役
- 大電影2.0両個傻瓜的荒唐事（2007年）- 小魚 役
- 軍鶏 Shamo（2008年）- 恵 役
- 愛到底（2009年、日本未公開）- 雲心悠 役
- 浮城（浮城、2012年）- フェイアン 役
- 盂蘭神功（2014年）- 小燕 役
- 浮華宴（2015年）- 大食女工 役
- 無敵のドラゴン（九龍不敗、2019年）

### テレビドラマ
- 幸福（しあわせ）のスープはいかが?（2009年日本、2008年香港「幸福的味道」）-NHK・RTHK（香港電台）共同制作 - 林美蘭 役
- 幸福的抉擇（2008年）- 夏亦心 役
- 宮廷女官 若曦（歩歩驚心、2011年） - 馬爾泰 若蘭 役
- 謀りの後宮（唐宮燕、2013年） - 孟芙 役
- 土地公土地婆（2013年）- 朱慰慈 役
- 続・宮廷女官 若曦 〜輪廻の恋〜（中国語版）（步步驚情、2014年） - 馬依諾 役
- 宮心計2深宮計（2018年、日本未公開） - 元玥（玲瓏公主） 役